# 萊謝克
萊謝克（波蘭語：Lestek，約880年—約940年），波蘭人的公爵，皮雅斯特王朝的早期君主。
根據高盧無名氏所著《波蘭王公事蹟》，萊謝克是謝莫維特之子，謝莫米斯烏的父親。